# Pierre Parmentier
Pour les articles homonymes, voir Parmentier.
Pierre Parmentier, né le 16 juin 1907 à Arleux et mort le 23 février 1977 à Écourt-Saint-Quentin,  est un footballeur et entraîneur français.

## Biographie
En provenance de l'équipe des Cheminots de Douai, Pierre Parmentier est le gardien de but de la première équipe  professionnelle de l'US Valenciennes-Anzin à partir de 1933. Il participe à la première montée du club hennuyer parmi l'élite en 1935. L'expérience en Division 1 est de courte durée, et le gardien quitte l'US Valenciennes-Anzin  en 1936. 
Il termine sa carrière de joueur à l'AS Hautmont, club qui évolue alors en Division 3 puis Division 2 professionnelle, entre 1936 et 1939.
Puis il est rappelé par les Valenciennois, pour succéder à Charles Demeillez, comme entraîneur. Il s'occupe des joueurs du club nordiste durant la Guerre.
Après-guerre, il est entraîneur du Denain Athlétic Club, avant de diriger à nouveau VA lors du Championnat de Division 2 en 1947-1948 : mais le club après avoir démarré la compétition de manière brillante, termine la saison à une médiocre dixième place.

## Palmarès
- Vice-champion de France D2 en 1935 avec l'US Valenciennes-Anzin